# Loxostege virescalis
Loxostege virescalis — вид лускокрилих комах родини вогнівок-трав'янок (Crambidae).

## Поширення
Вид поширений в Центральній та Східній Європі. Присутній у фауні України.

## Опис
Личинки живляться листям Artemisia campestris та Artemisia absinthium.